# Чижов, Дмитрий Семёнович
Дмитрий Семёнович Чижов (19 (30) октября 1784—27 мая (8 июня) 1852) — русский математик и педагог, заслуженный профессор Петербургского университета, действительный статский советник.

## Биография
Учился в Тверской духовной семинарии; в 1803 году поступил в Петербургский Педагогический институт, по окончании курса которого, в 1808 году был отправлен за границу для усовершенствования в математике. По возвращении в 1811 году назначен адъюнкт-профессором математики при педагогическом институте; преподавал чистую и прикладную математику.
С 1819 года читал математику в Петербургском университете. 

Чижов принадлежал к числу уважаемых и стойких в своих убеждениях профессоров Университета. Во время университетской истории 1821 года, когда четыре профессора были обвинены в распространении идей, «разрушительных для общественного порядка», Д. С. оставался в числе тех десяти профессоров, которые, не боясь угроз попечителя Рунича, отказались от подачи мнения на том основании, что обвиняемым не дано ни малейших средств к оправданию.— Чижов, Дмитрий Семенович // Русский биографический словарь : в 25 томах. — СПб.—М., 1896—1918.
Член Академии Российской с 1828 года. Член-корреспондент Петербургской академии наук c 20.12.1826, почётный член c 21.11.1841 по отделению русского языка и словесности.
С 1834 года до самого увольнения читал лекции по теоретической механике по Л. Франкеру, которую стал дополнять из Пуассона и Пуансо, а с 1842 года прибавил ещё Навье. В 1835 году был избран деканом физико-математического факультета, в 1836 году — проректором университета; с 1841 года — заслуженный профессор. Под конец своей карьеры читал теоретическую механику ( окончил чтения в 1846 году ). В 1846 году вышел в отставку, избран почётным членом университета.
Умер в ночь с 26 на 27 мая 1852 года в Санкт-Петербурге. Похоронен на Смоленском православном кладбище (могила утрачена).